# Chambertin
Pour l'étalon Holsteiner, voir Chambertin (cheval).
Le chambertin est un vin français d'appellation d'origine contrôlée produit sur le climat du Chambertin à Gevrey-Chambertin, en Côte-d'Or. Il est classé parmi les grands crus du vignoble de la côte de Nuits.

## Histoire

### Antiquité
L’édit de l'empereur romain Domitien, en 92, interdisait la plantation de nouvelles vignes en dehors de l’Italie ; il fit arracher partiellement les vignes en Bourgogne afin d’éviter la concurrence. Le vignoble résultant suffisait aux besoins locaux. Mais Probus annula cet édit en 280. En 312, un disciple d'Eumène rédigea la première description du vignoble de la Côte d'Or.

### Moyen Âge

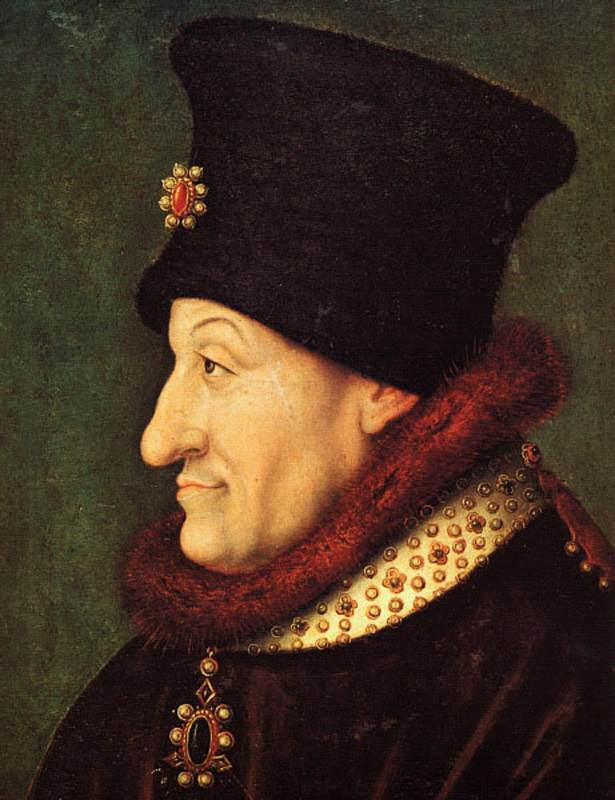
Philippe II le Hardi.

Dès le début du VIe siècle, l’implantation du christianisme avait favorisé l’extension de la vigne par la création d’importants domaines rattachés aux abbayes, ainsi l'abbaye de Cîteaux (créée en 1098) avec des plantations en Côte-d'Or. Le Chambertin doit son nom à un paysan nommé « Bertin », propriétaire d'un terrain voisin des vignes du Clos de Bèze, cultivées par les moines de l'abbaye du même nom. « Bertin » pensa que ce terrain devait, lui aussi, produire un bon vin. Peu après, le vin du « champ de Bertin » fut bientôt aussi célèbre que celui du Clos de Bèze. À la mort de « Bertin », les moines achetèrent ses vignes et la réputation de ce vin grimpa. En l'an 1395, Philippe le Hardi décida d’améliorer la qualité des vins et interdit la culture du gamay au profit du pinot noir dans ses terres. Enfin en 1416, Charles VI fixa par un édit les limites de production du vin de Bourgogne. En 1422, d'après les archives, les vendanges  eurent lieu en côte de Nuits au mois d'août. À la mort de Charles le Téméraire, le vignoble de Bourgogne fut rattaché à la France, sous le règne de Louis XI.

### Période moderne
Aux XVIIe – XVIIIe siècles a lieu une transition entre le vin produit par les communautés religieuses et celui réalisé par de nouveaux entrepreneurs. Le vin est alors associé à un « climat » régional particulier, à savoir un terroir et une parcelle. En 1666, le chambertin apparaît sur le marché de Dijon. Selon un document du 14 juillet 1691, les échevins dijonnais ont fait envoyer à monseigneur de Mérivillaut à Paris une « queue de vin de Chambertin ».
Aussi, en 1700, l'intendant Ferrand rédigea-t-il un « Mémoire pour l'instruction du duc de Bourgogne » lui indiquant que dans cette province les vins les meilleurs provenaient des « vignobles [qui] approchent de Nuits et de Beaune ».

### Période contemporaine

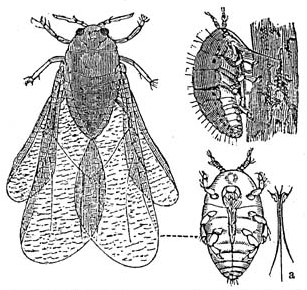
Phylloxéra.

#### XIXesiècle
Ce vin atteignit son heure de gloire sous Napoléon, qui en fit son vin préféré. La prédilection de Napoléon pour le chambertin date probablement de l'époque où, jeune officier d'artillerie, il séjourna quelque temps en Côte-d'Or. En 1798, il affectionnait déjà tellement ce vin qu'il ne lui était infidèle, parfois, que pour une coupe de champagne. Bourienne raconte qu'avant son départ pour l'Égypte, il avait fait une bonne provision de vins de Bourgogne ; et plusieurs de ses caisses ont traversé deux fois le désert et le reste des vins ramenés à Fréjus avaient le même goût qu'au départ. Sous l'Empire, c'est la maison « Soupé et Pierrugues » qui livrait régulièrement à Napoléon son chambertin, à Paris, dans les châteaux mais aussi en campagne (au prix de six francs la bouteille (il n'y avait de cave dans aucun des palais impériaux). Elle fournissait habituellement un chambertin de 5 à 6 ans d'âge. L'empereur en buvait une demi-bouteille à chaque repas, coupé d'eau. Le chambertin partage avec le chambertin-clos-de-bèze la couronne impériale. Napoléon ne voudra pratiquement jamais boire d'autres vins,, mis-à-part du champagne, sauf à Sainte-Hélène où il devra s'habituer au bordeaux claret et du vin de Constance produit au Cap.
Dans les décennies 1830-1840, la pyrale survint et attaqua les feuilles de la vigne. Elle fut suivie d'une maladie cryptogamique, l'oïdium. Le millésime 1865 a donné des vins aux teneurs naturelles en sucres très élevées et des vendanges assez précoces. À la fin de ce siècle arrivèrent deux nouveaux fléaux de la vigne. Le premier fut le mildiou, autre maladie cryptogamique, le second, le phylloxéra. Cet insecte térébrant venu d'Amérique mit très fortement à mal le vignoble. Après de longues recherches, on finit par découvrir que seule la greffe permettrait à la vigne de pousser en présence du phylloxéra.
L’écrivain Alexandre Dumas  mentionne également ce vin dans son célèbre ouvrage Les Trois Mousquetaires : « Rien ne fait voir l'avenir couleur de rose comme de le contempler à travers un verre de Chambertin. ». En 1874 Eugène Labiche et Jules Dufrenois publient une pièce de théâtre intitulé "La pièce de Chambertin", comédie en un acte. Elle est présentée sur la scène du Palais Royal  ,

#### XXesiècle
« J'ai oublié le nom du lieu, le nom de la fille, mais le vin ... était du chambertin. »

Le mildiou provoqua un désastre considérable en 1910. Henri Gouges avait rejoint au niveau national le combat mené par le sénateur Joseph Capus et le baron Pierre Le Roy de Boiseaumarié qui allait aboutir à la création des appellations d'origine contrôlée. Il devint le bras droit du baron à l'INAO. Ainsi cette AOC fut créée en 1937. Apparition de l'enjambeur dans les années 1960-1970, qui remplace le cheval. Les techniques en viticulture et œnologie ont bien évolué depuis 50 ans (vendange en vert, table de triage, cuve en inox, pressoir électrique puis pneumatique...).

#### XXIesiècle
Avec la canicule de 2003, les vendanges débutèrent cette année-là à la mi-août pour certains domaines, soit avec un mois d'avance, des vendanges très précoces qui ne s'étaient pas vues depuis 1422 et 1865 d'après les archives.

## Étymologie
Le nom « Chambertin » viendrait d’un paysan nommé Bertin qui aurait planté des vignes sur un de ses champs à côté du Clos de Bèze. La parcelle fut nommée « Champ de Bertin » et ce nom resta même après le décès du paysan.

## Situation géographique

### Géologie et orographie
Situé sur le long coteau dont le soubassement est composé de la roche calcaire dure appelée « calcaire de Prémeaux ». Terre brune avec des limons et éboulis graveleux sur le haut et calcaires à teneur argileuse sur le versant. Situé a une altitude de 240 à 250 mètres. Exposé au levant.

### Climatologie
C'est un climat tempéré à légère tendance continentale.
Pour la ville de Dijon (316 m), les valeurs climatiques jusqu'à 1990 :
| Mois                              | jan. | fév. | mars | avril | mai  | juin | jui. | août | sep. | oct. | nov. | déc. | année |
| --------------------------------- | ---- | ---- | ---- | ----- | ---- | ---- | ---- | ---- | ---- | ---- | ---- | ---- | ----- |
| Température minimale moyenne (°C) | −1   | 0,1  | 2,2  | 5     | 8,7  | 12   | 14,1 | 13,7 | 10,9 | 7,2  | 2,5  | −0,2 | 6,3   |
| Température moyenne (°C)          | 1,6  | 3,6  | 6,5  | 9,8   | 13,7 | 17,2 | 19,7 | 19,1 | 16,1 | 11,3 | 5,6  | 2,3  | 10,5  |
| Température maximale moyenne (°C) | 4,2  | 7    | 10,8 | 14,7  | 18,7 | 22,4 | 25,3 | 24,5 | 21,3 | 15,5 | 8,6  | 4,8  | 14,8  |
| Précipitations (mm)               | 49,2 | 52,5 | 52,8 | 52,2  | 86,3 | 62,4 | 51   | 65,4 | 66,6 | 57,6 | 64,2 | 62   | 732,2 |

## Vignoble

### Présentation
Situé sur la commune de Gevrey-Chambertin, ce grand cru couvre une superficie de 14,1 hectares. En production, cela donne 455 hectolitres soit 60 660 bouteilles de vins.

### Encépagement
Le pinot noir compose exclusivement les vins rouges de l'AOC. Il est constitué de petites grappes denses, en forme de cône de pin composées de grains ovoïdes, de couleur bleu sombre. C'est un cépage délicat, qui est sensible aux principales maladies et en particulier au mildiou, au rougeot parasitaire, à la pourriture grise (sur grappes et sur feuilles), et au cicadelles. Ce cépage, qui nécessite des ébourgeonnages soignés, a tendance à produire un nombre important de grapillons. Il profite pleinement du cycle végétatif pour mûrir en première époque. Le potentiel d'accumulation des sucres est élevé pour une acidité juste moyenne et parfois insuffisante à maturité. Les vins sont assez puissants, riches, colorés, de garde. Ils sont moyennement tanniques en général.

### Méthodes culturales

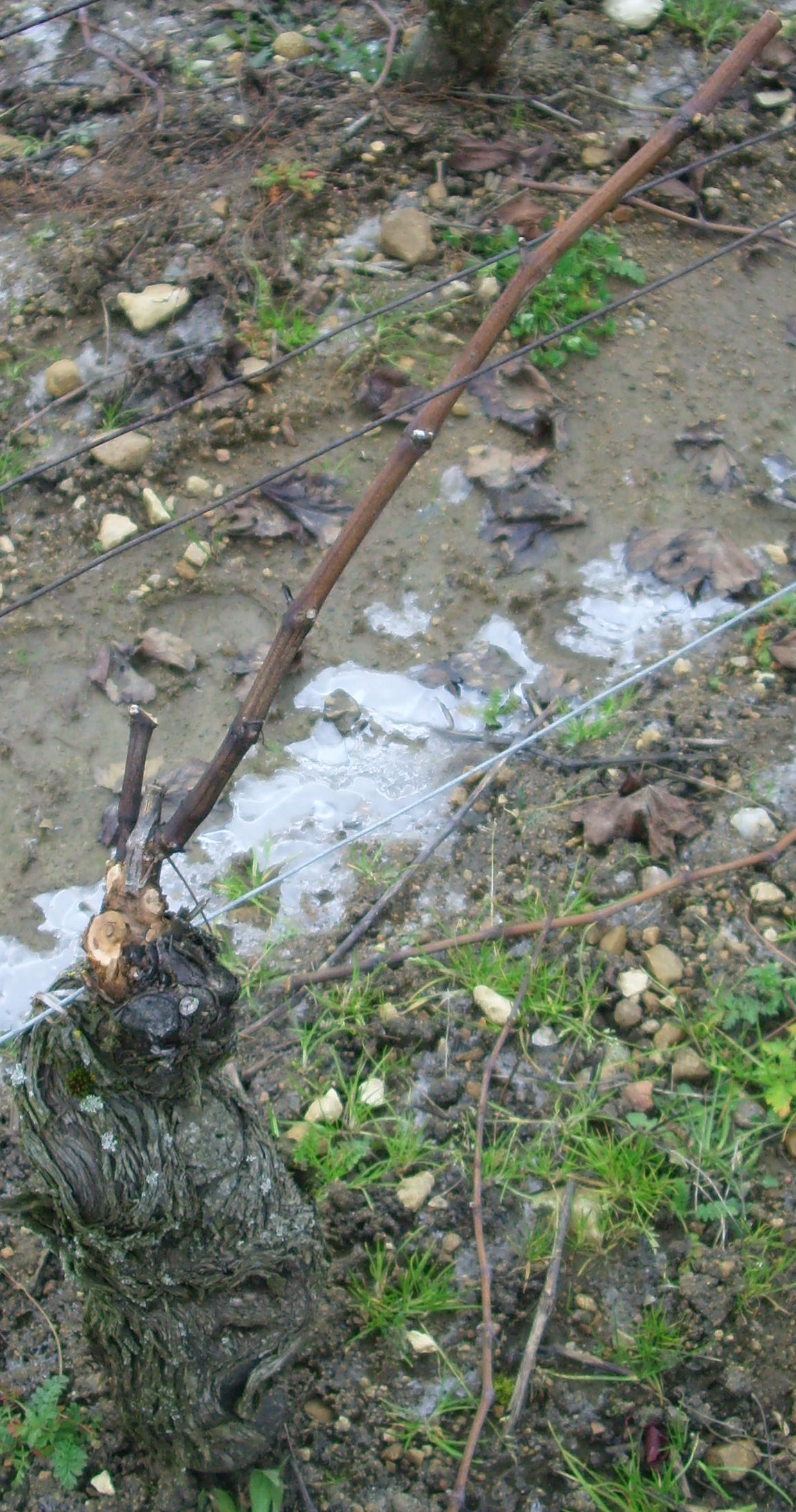
Pied de vigne taillé en guyot simple.

#### Travail manuel
Ce travail commence par la taille, en « guyot simple », avec une baguette de cinq à huit yeux et un courson de un à trois yeux. Le tirage des sarments suit la taille. Les sarments sont enlevés et peuvent être brûlés ou mis au milieu du rang pour être broyés. On passe ensuite aux réparations. Puis vient le pliage des baguettes. Éventuellement, après le pliage des baguettes, une plantation de nouvelles greffes est réalisée. L'ébourgeonnage peut débuter dès que la vigne a commencé à pousser. Cette méthode permet, en partie, de réguler les rendements. Le relevage est pratiqué lorsque la vigne commence à avoir bien poussé. En général, deux à trois relevages sont pratiqués. La vendange en vert est pratiquée de plus en plus dans cette appellation. Cette opération est faite dans le but de réguler les rendements et surtout d'augmenter la qualité des raisins restants. Pour finir, avec le travail manuel à la vigne, se réalise l'étape importante des vendanges.

#### Travail mécanique
L'enjambeur est d'une aide précieuse. Les différents travaux se composent :
- du broyage des sarments, réalisé lorsque les sarments sont tirés et mis au milieu du rang,
- de « trou » fait à la tarière, là où les pieds de vignes sont manquants, en vue de planter des greffes au printemps ;
- de labourage ou griffage, réalisé dans le but d'aérer les sols et de supprimer des mauvaises herbes ;
- de désherbage fait chimiquement pour tuer les mauvaises herbes ;
- de plusieurs traitements des vignes, réalisés dans le but de les protéger contre certaines maladies cryptogamiques (mildiou, oïdium, pourriture grise, etc.) et certains insectes (eudémis et cochylis);
- de plusieurs rognages consistants à reciper ou couper les branches de vignes (rameaux) qui dépassent du système de palissage.

### Rendements
Les rendements sont de l'ordre de 37 hectolitres par hectare. 

## Vins

### Titres alcoométriques volumique minimal et maximal
| AOC                           | Rouge   | Rouge   |
| Titre alcoométrique volumique | minimal | maximal |
| Grand cru                     | 11,5 %  | 14,5 %  |

### Vinification et élevage
Voici les méthodes générales de vinification de cette appellation. Il existe cependant des petites différences de méthode entre les différents viticulteurs et négociants.

#### Vinification en rouge
La récolte des raisins se fait à maturité et de façon manuelle. La vendange manuelle est le plus souvent triée, soit à la vigne soit à la cave avec une table de tri, ce qui permet d'enlever les grappes pourries ou insuffisamment mûres. La vendange manuelle est généralement éraflée puis mise en cuve. Une macération pré-fermentaire à froid est quelquefois pratiquée. La fermentation alcoolique peut démarrer, le plus souvent après un levurage. Commence alors le travail d'extraction des polyphénols (tanins, anthocyanes) et autres éléments qualitatifs du raisin (polysaccharides, etc.). L'extraction se faisait par pigeage, opération qui consiste à enfoncer le chapeau de marc dans le jus en fermentation à l'aide d'un outil en bois ou aujourd'hui d'un robot pigeur hydraulique. Plus couramment, l'extraction est conduite par des remontages, opération qui consiste à pomper le jus depuis le bas de la cuve pour arroser le chapeau de marc et ainsi lessiver les composants qualitatifs du raisin. Les températures de fermentation alcoolique peuvent être plus ou moins élevées suivant les pratiques de chaque vinificateur avec une moyenne générale de 28 à 35 degrés au maximum de la fermentation. La chaptalisation est réalisée si le degré naturel est insuffisant : cette pratique est réglementée. À l'issue de la fermentation alcoolique suit l'opération de décuvage qui donne le vin de goutte et le vin de presse. La fermentation malolactique se déroule après mais est dépendante de la température. Le vin est soutiré et mis en fût ou cuve pour son élevage. L'élevage se poursuit pendant plusieurs mois (12 à 24 mois), puis le vin est collé, filtré et mis en bouteilles.

### Terroir et vins
Robe vive, rubis foncé en couleur. Arômes de fruits rouges (framboise, cassis, groseille), de réglisse, d'épices, de rose, de violette, de sous-bois. En bouche, il est puissant, opulent, complexe, voluptueux, élégant.

### Gastronomie, garde et température de service
S'accorde bien avec du gibier (en sauce ou grillé), de l'agneau en sauce, du coq au vin, de la côte de bœuf, du fromage à croûte lavée...
Se sert à une température de 13 à 16 degrés. Sa durée de garde va de 10 à 20 ans (plus de 20 ans pour les grandes années).

## Économie

### Producteurs de l'appellation
- Domaine Henri Rebourseau 0,79 hectare